# Ганкевич, Вера Владимировна
Вера Владимировна Ганкевич (1914—?) — советский архитектор.
Родилась в 1914 году. В 1933 году проступила на архитектурный факультет Академии художеств, который окончила в 1937 году с дипломом I степени (дипломная работа «Музей Гражданской войны»), получив звание архитектора-художника.
С 1942 по 1944 годы была в эвакуации.
Большую часть карьеры она работала в тандеме с мужем Анатолием Исааковичем Прибульским. Ганкевич — соавтор станций ленинградского метрополитена Площадь Восстания, «Технологический институт-2», «Сенная площадь» и 19-этажной гостиницы «Советская» (первого высотного здания). Последняя совместная работа В. В. Ганкевич и А. И. Прибульского для ленинградского метрополитена — станция метро «Лесная» (1975).

## Награды и премии
- Орден «Знак Почёта» (1955)[5]